# Vipera eriwanensis
Vipera eriwanensis là một loài rắn trong họ Rắn lục. Loài này được Reuss mô tả khoa học đầu tiên năm 1933.

## Hình ảnh

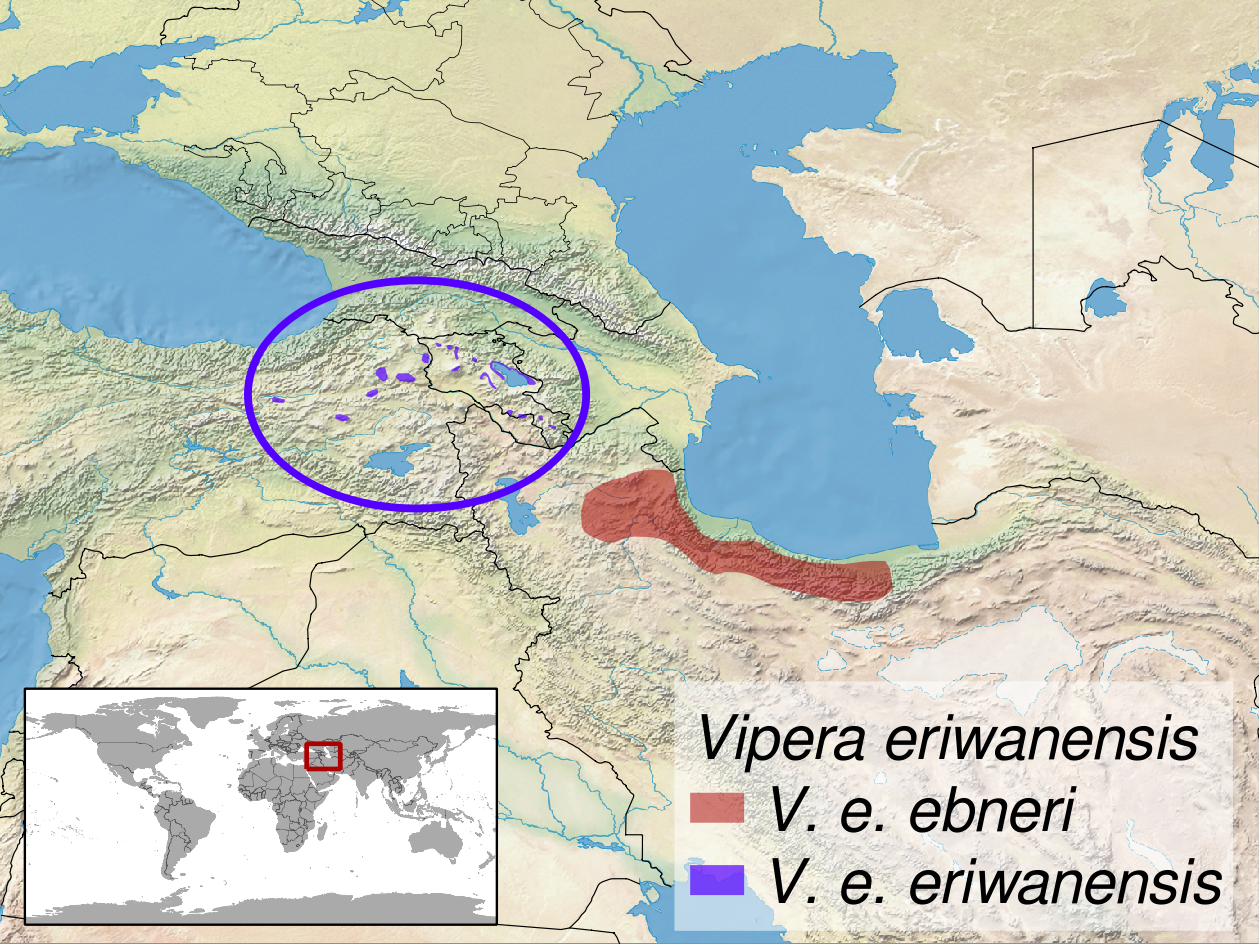